# Otoka (Krupa na Uni)
Pour les articles homonymes, voir Otoka.
Otoka  est une localité de Bosnie-Herzégovine. Il est situé dans la municipalité de Krupa na Uni et dans la république serbe de Bosnie. Selon les premiers résultats du recensement bosnien de 2013, il ne compte plus aucun habitant depuis sa séparation de la partie bosniaque d'Otoka qui contient la part urbanisée de l'ancien territoire.

## Histoire
Avant la guerre de Bosnie-Herzégovine, le village faisait entièrement partie de la municipalité de Bosanska Krupa ; à la suite des accords de Dayton, une petite portion de son territoire a été rattachée à la municipalité nouvellement créée de Krupa na Uni, intégrée à la république serbe de Bosnie.

## Démographie

### Évolution historique de la population dans la localité
| 1948  | 1953  | 1961  | 1971  | 1981  | 1991  | 2013 |
| ----- | ----- | ----- | ----- | ----- | ----- | ---- |
| 1 736 | 2 125 | 2 679 | 3 221 | 3 234 | 4 063 | 0    |

|  |

### Communauté locale
En 1991, la communauté locale d'Otoka comptait 5 309 habitants, répartis de la manière suivante :